# L'Histoire sans fin (film)
Pour les articles homonymes, voir L'Histoire sans fin.
Série L'Histoire sans fin
L'Histoire sans fin 2 : Un nouveau chapitre
(1991)
Pour plus de détails, voir Fiche technique et Distribution.
L’Histoire sans fin (Die unendliche Geschichte / The NeverEnding Story) est un film germano-américain réalisé par Wolfgang Petersen et sorti en 1984. Il s'agit de l'adaptation de la première moitié du roman L'Histoire sans fin de Michael Ende.
Il connaît deux suites : L'Histoire sans fin 2 : Un nouveau chapitre de George Trumbull Miller (1990) et L'Histoire sans fin 3 : Retour à Fantasia de Peter MacDonald (1995).

## Synopsis

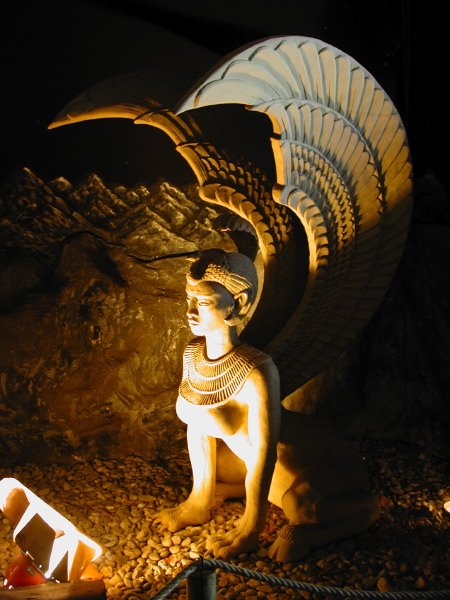
Un sphinx gardien de l'Oracle. Décor du film exposé dans le parc d'attractions Bavaria Filmstadt en Allemagne.

Bastien, un garçon d'une dizaine d'années, de nature introvertie et solitaire, a du mal à communiquer avec son père depuis la mort de sa mère. Un matin, avant de partir à l'école, son père lui demande d'arrêter d'être dans la lune, et d'avoir les pieds sur terre.
Sur le chemin de l'école, il se fait poursuivre par trois garçons qui tentent de le racketter, puis le mettent dans une poubelle. En les fuyant, il trouve refuge dans une librairie. Le libraire lui tient des propos énigmatiques sur un livre intitulé L'Histoire sans fin, après que Bastien lui a confié son goût pour la lecture. Malgré les avertissements du libraire, Bastien, curieux, lui emprunte le livre. Arrivé en retard à l'école et découvrant sa classe en plein contrôle de mathématiques, Bastien décide de se cacher dans le grenier de l'établissement et entame la lecture du livre.
Celui-ci narre une histoire se déroulant dans le monde fantastique de Fantasia. Le Néant est apparu récemment et fait disparaître des morceaux de ce monde. Les habitants font appel à Atreyu, un guerrier qui a les traits d'un enfant et une allure d'Autochtone d'Amérique. Sa mission est de trouver un remède pour l'impératrice malade, ce qui permettra de sauver ce monde. Ailleurs sur Fantasia, Gmork, une créature de l'ombre qui ressemble à un énorme loup, se met sur sa piste.
Atreyu parcourt Fantasia sans trouver de remède, et décide d'aller voir Morla le Vénérable, une tortue géante vivant dans les marécages de la mélancolie. Sur le chemin, il perd son cheval Artax, embourbé dans les marécages, et trouve Morla. Ce dernier l'oriente vers l'Oracle sudérien, qui se trouve à des milliers de kilomètres. Il continue la route à pied à travers les marécages, et finit par se retrouver immobilisé par la vase, et est sauvé juste à temps par Falkor, un dragon porte-bonheur. Ayant perdu connaissance, Atreyu se réveille plusieurs jours plus tard. Falkor l'a mené à proximité de l'Oracle, chez Urgl et Engywook, une médecin et un scientifique. Engywook lui montre où se trouve l'Oracle sudérien, sujet de ses recherches. Avant de pouvoir y accéder, Atreyu doit franchir deux épreuves pour se présenter à l'Oracle. La première consiste à franchir une porte avant que les deux sphinx gardiens n'ouvrent leurs yeux et lui lancent un rayon mortel, la deuxième épreuve le met face à un miroir où il aperçoit Bastien en train de lire le livre. Apeuré parce qu'il vient de voir, Bastien jette le livre contre un mur comprenant les avertissements du libraire, mais désireux de connaitre la fin, poursuit la lecture.
Atreyu traverse le miroir et se retrouvre devant l'Oracle sudérien à qui il lui demande quel est le remède pour l'impératrice. L'Oracle lui répond qu'il faut qu'un enfant humain donne un nouveau nom à l'impératrice, ce qui rend Atreyu perplexe. L'Oracle lui dit qu'il faut chercher l'enfant au-delà des limites de Fantasia, et se désagrège peu après, victime du Néant.
Chevauchant Falkor, il tente de se rendre aux confins de Fantasia. Il rencontre enfin Gmork qui lui apprend que Fantasia est le monde où s'épanouit la fantaisie de l'homme, et qu'il est en train d'être détruit parce que les gens ont commencé à perdre espoir et ont oublié leurs rêves. Il lui explique également que Fantasia, par définition, n'a pas de limites... Il lui révèle enfin qu'il est le serviteur du pouvoir derrière le Néant et qu'il est chargé de le tuer, pour éviter qu'il ne sauve Fantasia. Le but du Néant est de faire perdre l'espoir aux gens, afin de faciliter leur soumission. Atreyu révélant alors son identité, Gmork attaque Atreyu, qui se défend en plantant une pierre en forme de lame dans la créature.
Fantasia se fragmente, et des parcelles de terre flottent dans l'espace. Atreyu retrouve la tour de l'impératrice, qu'il informe de son échec. L'impératrice lui révèle alors qu'elle savait déjà comment allait se finir sa quête et que le but était de rentrer en contact avec l'enfant humain, à travers L'Histoire sans fin. Elle dévoile par la même occasion, par mise en abîme, que Bastien aussi fait partie d'une histoire, ayant lui aussi des spectateurs. Elle s'adresse alors directement à Bastien, lui demandant de lui donner son nom qu'il est seul à connaitre. Bastien, repensant à sa discussion avec son père du matin, refuse d'abord, mais finit par prononcer le nom qu'il a choisi.
Il se retrouve alors aux côtés de l'impératrice, qui lui présente un grain de sable, l'unique reste de Fantasia. Elle lui indique que Fantasia peut renaître selon ses vœux. Bastien recrée alors Fantasia, vœu après vœu ; il en profite également pour faire en sorte que Falkor effraie les trois garçons qui, pour s'y soustraire, n'ont d'autre choix que de se cacher dans la poubelle où ils avaient obligé Bastien à se réfugier.

## Fiche technique
- Titre anglais : The NeverEnding Story
- Titre allemand : Die unendliche Geschichte
- Titre en langue française : L'Histoire sans fin
- Réalisation : Wolfgang Petersen
- Scénario : Wolfgang Petersen et Herman Weigel, d'après le roman L'Histoire sans fin de Michael Ende
- Musique : Klaus Doldinger et Giorgio Moroder
- Décors : Rolf Zehetbauer
- Costumes : Ul De Rico et Diemut Remy
- Photographie : Jost Vacano
- Montage : Jane Seitz
- Effets spéciaux : Brian Johnson
- Producteurs : Bernd Eichinger, Dieter Geissler et Bernd Schaefers
- Sociétés de production : Constantin Film, Bavaria Film, Westdeutscher Rundfunk et Dieter Geissler Filmproduktion
- Sociétés de distribution : Constantin Film (Allemagne), Warner Bros. (États-Unis), Concorde Film (Pays-Bas)
- Budget : 27 millions de dollars[1]
- Pays de production :  Allemagne de l'Ouest,  États-Unis
- Langue originale : anglais
- Genre : fantasy, aventures
- Durée : 94 minutes
- Dates de sortie :
  - Allemagne : 6 avril 1984
  - États-Unis : 20 juillet 1984
  - France : 21 novembre 1984

## Distribution

### Humains
- Barret Oliver (VF : Guillaume Boisseau) : Bastien
- Gerald McRaney (VF : Jean Roche) : le père de Bastien
- Thomas Hill (VF : Jacques Dynam) : Karl Konrad Koreander
- Deep Roy (VF : Marc François) : Uckûck
- Tilo Prückner (VF : Roger Crouzet) : Wuschwusul
- Moses Gunn (VF : Robert Liensol) : Cairon
- Noah Hathaway (VF : Damien Boisseau) : Atreyu
- Sydney Bromley (VF : Maurice Chevit) : Engywook
- Patricia Hayes (VF : Monique Mélinand) : Urgl
- Tami Stronach (VF: Barbara Tissier) : l'impératrice de Fantasia / la voix de l'oracle sudérien
- Alan Oppenheimer (VF : Roland Ménard) : le narrateur qui clôt l'histoire

### Créatures
- Le golem mangeur de pierre (VO : Alan Oppenheimer / VF : Georges Atlas)
- Artax : le cheval blanc d'Atreyu.
- Gmork (VO : Alan Oppenheimer / VF : Marc De Georgi)
- Morla (VO : ? / VF : Raymond Gérôme) : tortue savante géante, elle conseille à Atreyu d'aller voir l'Oracle sudérien
- Falkor (VO : Alan Oppenheimer / VF : Georges Aminel) : un dragon porte-bonheur
- L'Oracle sudérien

## Production
Le film est tourné en anglais et ses scènes sont principalement tournées aux studios de Bavaria Film de Grünwald dans la banlieue de Munich, mais aussi à Vancouver au Canada et en Espagne. Tourné en majeure partie en Allemagne durant l'été de l'année 1983, le plus chaud dans le pays depuis 25 ans, la production du film connait des complications. L'une des statues de la Tour d'Ivoire fond notamment sous l'effet de la chaleur, et les arrières-plans bleus sont plusieurs fois impossibles à utiliser.
L'acteur Noah Hathaway qui incarne Atreyu joue de malchance durant la production du film. Il est légèrement piétiné par son destrier lorsqu'il apprend à monter à cheval. Lors du tournage de la séquence de la noyade d'Artax dans le marécage de la mélancolie, la jambe de l'acteur est prise dans un ascenseur, il est attiré dans l'eau et demeure inconscient jusqu'à ce qu'il soit ramené à la surface. Enfin il manque de perdre un œil lors du combat contre Gmork lorsque l'une des griffes de la bête heurte son visage accidentellement[réf. nécessaire].
Dans le livre, le personnage d'Atreyu a la peau verte, mais les essais de maquillage s'avérant peu concluants, le personnage est alors présenté comme un garçon ordinaire dans le film[réf. nécessaire].
Une créature motorisée de 13 mètres de long est fabriquée pour illustrer le dragon Falkor à l'écran. Elle est recouverte de 6 000 écailles en plastique et de fourrure rose[réf. nécessaire].
Michael Ende, l'auteur du roman, n'apprécie pas le film, qui, selon lui, n'est pas fidèle au livre. Il refuse que son nom apparaisse au générique de début, mais il est tout de même mentionné dans le générique de fin.
À sa sortie, le film est le plus cher jamais produit en Allemagne, avoisinant 60 millions de marks.

### Musique
La bande originale du film est composée par Klaus Doldinger. La chanson The NeverEnding Story est composée par Giorgio Moroder et chantée par Limahl, ex-membre du groupe Kajagoogoo, et Ann Calvert. La chanson deviendra un classique des années 1980. Elle a été remixée et reprise dans de nombreuses compilations ce qui en fait le film le plus cher jamais produit dans l'Europe.
| 1.  | The NeverEnding Story         | 3:31 |
| 2.  | Swamps of Sadness             | 1:57 |
| 3.  | Ivory Tower                   | 3:10 |
| 4.  | Ruined Landscape              | 3:03 |
| 5.  | Sleepy Dragon                 | 3:59 |
| 6.  | Bastian's Happy Flight        | 3:16 |
| 7.  | Fantasia                      | 0:56 |
| 8.  | Atreyu's Quest                | 2:52 |
| 9.  | Theme of Sadness              | 2:43 |
| 10. | Atreyu Meets Falkor           | 2:31 |
| 11. | Mirror Gate – Southern Oracle | 3:10 |
| 12. | Gmork                         | 0:29 |
| 13. | Moon Child                    | 1:24 |
| 14. | AURYN                         | 2:20 |
| 15. | Happy Flight                  | 1:21 |

Un album allemand est également édité.
| 1.  | Flug auf dem Glücksdrachen (Flight of the Luckdragon)                           | 3:12 |
| 2.  | Die Unendliche Geschichte (Titelmusik) (The NeverEnding Story (Main Title))     | 2:44 |
| 3.  | Im Haulewald (In the Howling Forest)                                            | 3:01 |
| 4.  | Der Elfenbeinturm (The Ivory Tower)                                             | 1:54 |
| 5.  | Atréjus Berufung – AURYN Thema (Atreyu's Quest – AURYN Theme)                   | 2:47 |
| 6.  | Phantásien (Fantasia)                                                           | 0:52 |
| 7.  | Artax's Tod (The Death of Artax)                                                | 1:13 |
| 8.  | Die Sümpfe der Traurigkeit (The Swamps of Sadness)                              | 2:39 |
| 9.  | Atréju's Flug (Atreyu's Flight)                                                 | 2:27 |
| 10. | Die uralte Morla (Morla, the Ancient One)                                       | 2:27 |
| 11. | Das südliche Orakel (The Southern Oracle)                                       | 3:19 |
| 12. | Die drei magischen Tore (The Three Magic Gates)                                 | 3:25 |
| 13. | Spukstadt (Spook City)                                                          | 1:37 |
| 14. | Flug zum Elfenbeinturm (Flight to the Ivory Tower)                              | 3:02 |
| 15. | Mondenkind (Moon Child)                                                         | 1:19 |
| 16. | Die kindliche Kaiserin (The Childlike Empress)                                  | 2:16 |
| 17. | Flug auf dem Glücksdrachen (Schlußtitel) (Flight of the Luckdragon (End Title)) | 1:19 |

## Accueil

### Box-office
Le film connait un succès mitigé en Amérique du Nord, rapportant environ 20 158 000 $ au box-office dans cette partie du monde pour un budget de 27 millions de dollars. En France, il réalise 739 766 entrées. Il rentre cependant largement dans ses dépenses avec près de 100 000 000 $ au box-office mondial.

### Accueil critique
Il reçoit un accueil critique favorable, recueillant 81 % de critiques positives, avec une note moyenne de 6,8/10 et sur la base de 31 critiques collectées, sur le site agrégateur de critiques Rotten Tomatoes.

## Distinctions
Noah Hathaway remporte le Saturn Award du meilleur jeune acteur. Le film est nommé pour le Saturn Award du meilleur film fantastique et le Saturn Award de la meilleure musique.

## Suites et séries télévisées
Deux suites ont été réalisées :
- L'Histoire sans fin 2 : Un nouveau chapitre (1990), réalisé par George Trumbull Miller avec Jonathan Brandis dans le rôle de Bastien et Kenny Morrison dans celui d'Atreyu, qui s'inspire légèrement de la seconde moitié du livre ;
- L'Histoire sans fin 3 : Retour à Fantasia (sorti en France en 1995) de Peter MacDonald avec Jason James Richter dans le rôle de Bastien et sans Atreyu, qui est une histoire totalement inédite.

Une série télévisée d'animation, intitulée L'Histoire sans fin, a été réalisée par Mike Fallows en 1996. Elle compte vingt-six épisodes.

## Postérité
L'Histoire sans fin est devenu un film culte. La popularité de la chanson The NeverEnding Story,  interprétée par Limahl, est par ailleurs relancée par sa présence dans l'épisode final de la saison 3 de la série Stranger Things, dont l’intrigue se situe en 1985, deux protagonistes (Dustin et Suzy) interprètent la chanson.
Une exposition consacrée au film s'est déroulée à la Bavaria Filmstadt, à Munich en Allemagne, à l'été 2022.